# Mardy Fish
Mardy Fish, född den 9 december 1981 i Edina i Minnesota, är en amerikansk högerhänt före detta professionell tennisspelare.

## Tenniskarriären
Mardy Fish blev proffs på ATP-touren som 18-åring 2000. Till juli 2007 vann han 2 singel- och 3 dubbeltitlar på touren och rankades som bäst som nummer 17 i singel (mars 2004) och nummer 65 i dubbel (augusti 2002). I juli 2007 rankades han som nummer 40 i singel. Fish spelade in 2 118 430 US dollar i prispengar.
Fish vann sin första ATP-titel 2002 på grus i Houston, Texas, i dubbel tillsammans med landsmannen Andy Roddick. 
Fish fick ett måttligt genombrott säsongen 2003, då han vann sin första singeltitel på touren, genom finalseger över svensken Robin Söderling i Stockholm Open. Säsongen 2004 spelade han två singelfinaler men lyckades inte ta någon titel. Han spelade också olympisk final i Aten det året, som han förlorade mot chilenaren Nicolás Massú. 
Säsongen 2005 skadade han vänster vrist och tvingades till operation och långa speluppehåll. Året därpå var han tillbaka i god form och vann singeltiteln i amerikanska grusmästerskapen. Han besegrade i den turneringen spelare som Rainer Schüttler och Tommy Haas, och slutligen i finalen Jürgen Melzer. Under sommaren drabbades Fish av blodförgiftning och tvingades i tredje omgången avbryta Wimbledonturneringen.
Säsongen 2007 inledde han genom att nå kvartsfinalen i Australiska öppna, en match han förlorade mot Andy Roddick. 

## Spelaren och personen
Nära vän till Andy Roddick hos vilken han periodvis bott och tränat tennis. Han har också tränats av förre elitspelare Todd Martin. 
Mardy Fish bor i Tampa, Florida, USA. Han är 187 cm lång och väger 81 kg. 